# 第111回日劇學院賞
←第110回 - 第111回 - 第112回→
第111回日劇學院賞，針對2022年1月到3月在日本播出冬季檔連續劇所做出的投票與評比。本季獲最優秀作品賞為NHK電視台的《Come Come Everybody》，此劇共獲五項獎項為本季最多。

## 得獎名單

### 最佳作品
1. Come Come Everybody[1]
2. 勿說是推理
3. 妻子變成小學生
4. 廢柴男又怎樣
5. 嗨帥哥!!
6. 真凶標籤

- 讀者票：1. Come Come Everybody  ；2. 廢柴男又怎樣 ；3. FUN! FUN! FANTASTICS Season 2  ；4. 心動迎戰Song！ ；5. 妻子變成小學生

- 記者票：1. 勿說是推理 ；2. Come Come Everybody ；3. 妻子變成小學生 ；4. 真凶標籤 ；5. DCU

- 評審票：1. 勿說是推理 ；2. Come Come Everybody ；3. 妻子變成小學生 ；4. 嗨帥哥!! ；5. 不能相愛的兩個人

### 最佳男主角
1. 菅田將暉（勿說是推理）[2]
2. 堤真一（妻子變成小學生）
3. 西島秀俊（真凶標籤）
4. 町田啓太（廢柴男又怎樣）
5. 高橋一生（不能相愛的兩個人）

- 讀者票：1. 町田啓太（廢柴男又怎樣）；2. 菅田將暉（勿說是推理）；3. 西島秀俊（真凶標籤）；4. 八木勇征（FUN! FUN! FANTASTICS Season 2）；5. 松本潤（鄰居管很大）

- 記者票：1. 菅田將暉（勿說是推理）；2. 堤真一（妻子變成小學生）；3. 西島秀俊（真凶標籤）；4. 阿部寬（DCU）；5. 松本潤（鄰居管很大）

- 評審票：1. 菅田將暉（勿說是推理）；2. 堤真一（妻子變成小學生）；3. 安田顯（僕人大叔）；4. 高橋一生（不能相愛的兩個人）；5. 西島秀俊（真凶標籤）

### 最佳女主角
1. 上白石萌音（Come Come Everybody）[3]
2. 深津繪里（Come Come Everybody）
3. 濱邊美波（Dr. White）
4. 黑木華（追八卦小姐）
5. 清原果耶（心動迎戰Song！）

- 讀者票：1. 上白石萌音（Come Come Everybody）；2. 清原果耶（心動迎戰Song！）；3. 深津繪里（Come Come Everybody）；4. 濱邊美波（Dr. White）；5. 高畑充希（亂來！我居然會成為社長）

- 記者票：1. 深津繪里（Come Come Everybody）；2. 濱邊美波（Dr. White）；3. 清原果耶（心動迎戰Song！）；4. 上白石萌音（Come Come Everybody）；5. 波瑠（心愛的謊言 溫柔的黑暗）

- 評審票：1. 上白石萌音（Come Come Everybody）；2. 黑木華（追八卦小姐）；3. 深津繪里（Come Come Everybody）；4. 岸井雪乃（不能相愛的兩個人）；5. 川榮李奈（Come Come Everybody）

### 最佳男配角
1. 松村北斗（Come Come Everybody）[4]
2. 小田切讓（Come Come Everybody）
3. 横浜流星（DCU）
4. 菊池風磨（心動迎戰Song！）
5. 加藤清史郎（廢柴男又怎樣）

- 讀者票：1. 松村北斗（Come Come Everybody）；2. 加藤清史郎（廢柴男又怎樣）；3. 犬飼貴丈（契×約 ─危險搭檔─）；4. 菊池風磨（心動迎戰Song！）；5. 横浜流星（DCU）

- 記者票：1. 松村北斗（Come Come Everybody）；2. 小田切讓（Come Come Everybody）；3. 菊池風磨（心動迎戰Song！）；4. 横浜流星（DCU）；5. 永山瑛太（勿說是推理）

- 評審票：1. 小田切讓（Come Come Everybody）；2. 間宮祥太朗（心動迎戰Song！）；2. 横浜流星（DCU）；3. 反町隆史（相棒Season 20）；3. 板垣李光人（四十雀）；3. 戶塚純貴（爸爸說我不可以嫁給YouTuber!）

### 最佳女配角
1. 每田暖乃（妻子變成小學生）[5]
2. 伊藤沙莉（勿說是推理）
3. 藤原櫻（心動迎戰Song！）
4. 芳根京子（真凶標籤）
5. 市川實日子（Come Come Everybody）

- 讀者票：1. 宮崎美子（廢柴男又怎樣）；2. 市川實日子（Come Come Everybody）；3. 藤原櫻（心動迎戰Song！）；4. 每田暖乃（妻子變成小學生）；5. 芳根京子（真凶標籤）

- 記者票：1. 每田暖乃（妻子變成小學生）；2. 伊藤沙莉（勿說是推理）；3. 藤原櫻（心動迎戰Song！）；4. 芳根京子（真凶標籤）；5. 上戶彩（鄰居管很大）

- 評審票：1. 每田暖乃（妻子變成小學生）；2. 伊藤沙莉（勿說是推理）；3. 松嶋菜菜子（鄰居管很大）；4. 石田百合子（妻子變成小學生）；5. 香里奈（真凶標籤）；5. 上戶彩（鄰居管很大）；5. 吉田羊（妻子變成小學生）；5. 木南晴夏（嗨帥哥!!）

### 最佳電視劇歌曲
1. 《畢宿五》AI（Come Come Everybody） [6]
2. 《變色龍》King Gnu（勿說是推理）
3. 《燈火》優河（妻子變成小學生）
4. 《心靈之名的奧秘》Ado（Dr. White）
5. 《Start Line》AiRBLUE（心動迎戰Song！）

- 讀者票：1.《畢宿五》AI（Come Come Everybody）；2.《Change My Life》放浪一族（廢柴男又怎樣）；3.《Santa Monica Lollipop》放浪一族（FUN! FUN! FANTASTICS Season 2）；4.《如果你能成為喜劇英雄》Van de Shop（廢柴男又怎樣）；5.《Start Line》AiRBLUE（心動迎戰Song！）

- 記者票：1.《變色龍》King Gnu（勿說是推理）；2.《畢宿五》AI（Come Come Everybody）；3.《燈火》優河（妻子變成小學生）；4.《I WISH》早安少女組。（深夜的Hello！）；5.《心靈之名的奧秘》Ado（Dr. White）

- 評審票：1.《畢宿五》AI（Come Come Everybody）；2.《變色龍》King Gnu（勿說是推理）；3.《燈火》優河（妻子變成小學生）；4.《心靈之名的奧秘》Ado（Dr. White）；5.《Start Line》AiRBLUE（心動迎戰Song！）

### 最佳劇本
1. 藤本有紀（Come Come Everybody）[7]
2. 相澤友子（勿說是推理）
3. 山口雅俊（嗨帥哥!!）

### 最佳導演
1. 松山博昭、品田俊介、相澤秀幸（勿說是推理）[8]
2. 安達繩、橋爪紳一朗（日语：橋爪紳一朗）、松岡一史、二見大輔、泉並敬真、石川慎一郎（Come Come Everybody）
3. 田中健太、青山貴洋、宮崎陽平（DCU）

## 外部連結
- 第111回日劇學院賞 （页面存档备份，存于）